# NGC 4696E
NGC 4696E је спирална галаксија у сазвежђу Кентаур која се налази на NGC листи објеката дубоког неба.
Деклинација објекта је - 40° 56' 7" а ректасцензија 12h 48m 26,1s. Привидна величина (магнитуда) објекта NGC 4696 износи 13,4 а фотографска магнитуда 14,4. NGC 4696E је још познат и под ознакама ESO 322-90, MCG -7-26-50, DRCG 56-62, DCL 233, PGC 43262.